# 1981 في كندا
فيما يلي قوائم الأحداث التي وقعت خلال عام 1981 في كندا.

## سياسة

### انتهاء فترة المنصب
- 1 يناير – ستيوارت سميث زعيم المعارضة [الإنجليزية]‏.

## رياضة
- 27 سبتمبر – جائزة كندا الكبرى 1981 الفائز جاك لافيت.

## أفلام
من الأفلام التي صدرت هذه السنة في كندا:
- 1 يناير – البحث عن النار من إخراج جان جاك أنو.

## مواليد

### يناير
- 3 يناير – تشاستي باليستيروس ممثلة كندية.
- 5 يناير – ديد ماوس
- 15 يناير – ديلان أرمسترونغ منافِس أوليمبي كندي.
- 17 يناير – فيليمير رادينوفيتش لاعب كرة سلة كندي.
- 20 يناير – أوين هارغريفز لاعب كرة قدم إنجليزي.
- 23 يناير – روب فريند لاعب كرة قدم كندي.

### فبراير
- 2 فبراير – كارل إنغليش لاعب كرة سلة كندي.

### مارس
- 6 مارس – نصري عطوي مغني كندي.
- 25 مارس – جوليان دي غوزمان لاعب كرة قدم كندي.

### أبريل
- 8 أبريل – تايلور كيتش
- 19 أبريل – هايدن كرستنسين ممثل كندي.
- 28 أبريل – باهاماس

### مايو
- 6 مايو – أندرو ألين
- 8 مايو – ستيفن أميل ممثل كندي.
- 13 مايو – ساني ليون ممثلة إباحية هندية.
- 23 مايو – بيير لابوينت مغني كندي.

### يونيو
- 10 يونيو – جون وايت
- 29 يونيو – شيري بايبر لاعبة هوكي جليد كندية.

### يوليو
- 22 يوليو – رانسفورد بريمبونغ لاعب كرة سلة كندي.
- 23 يوليو – راندي جونز لاعب هوكي جليد كندي.

### أغسطس
- 17 أغسطس – سيث لوتشهيد كاتب سيناريو كندي.
- 20 أغسطس – علي ليبرت ممثلة كندية.
- 27 أغسطس – باتريك جاي. أدامز ممثل كندي.
- 29 أغسطس – إيميلي هامبشاير ممثلة كندية.

### سبتمبر
- 13 سبتمبر – أنجلينا لوف مصارعة محترفة كندية.
- 15 سبتمبر – كينيث ستيفنز

### أكتوبر
- 16 أكتوبر – كاترينا سكورسون ممثلة كندية.

### نوفمبر
- 1 نوفمبر – بيير فيتش ممثل كندي.
- 2 نوفمبر – كاثرين إيزابيل ممثلة كندية.

## وفيات

### يونيو
- 28 يونيو – تيري فوكس (مواليد 1958)